# 이토노코기리 게이스케
이토노코기리 게이스케(케이스케)(일본어: 糸鋸 圭介), (1986년~)는 캡콤의 작품 역전재판에 등장하는 가상의 인물이다. 사건의 초동수사를 담당하고 있는 형사이다. 성우는 일본과 대한민국에서 각각 이와사키 마사미와 최낙윤이, 영어판에서는 브라이언 마세이(Bryan Massey)가 맡았다.

## 개요
역전재판 시리즈 1~4(다만 4에서는 회상 씬에서만), 역전검사 모두에 등장.
이름의 유래는, 역전재판 시리즈의 감독인 타쿠미 슈가, 우연히 "鋸(노코기리 / のこぎり)"를 쓰는 이름을 보고, 생각해냈다고 한다. "게이스케"는 타쿠미 슈가 존경하고 있는 뮤지션인 구와타 게이스케로부터 땄다고 한다. 영문판의 이름은 딕 검슈(영어: Dick Gumshoe)이다. Dick과 Gumshoe는 둘 다 '형사'라는 뜻을 은어로서 가지고 있다.

## 관련 인물
- 미츠루기 레이지 - 상사
- 카루마 메이 - 상사
- 스즈키 마코 - 부하